# L'Odyssée de Choum
Pour plus de détails, voir Fiche technique et Distribution.
L'Odyssée de Choum est un court métrage d'animation franco-belge produit par Picolo Pictures écrit par Claire Paoletti et Julien Bisaro réalisé par Julien Bisaro et sorti en 2020.

## Synopsis
Choum, la petite chouette, éclot alors qu’une tempête met sens dessus dessous le bayou où est planté son arbre. À peine tombée du nid, la voilà qui s’élance cahin-caha dans la mangrove en poussant le second œuf de la nichée. Contre vents et marées, elle est bien décidée à trouver une maman... serait-ce un alligator ou un raton laveur !

## Fiche technique
- Titre original : L'Odyssée de Choum
- Réalisation : Julien Bisaro
- Scénario : Claire Paoletti et Julien Bisaro
- Musique : David Reyes
- Création graphique et storyboard : Julien Bisaro
- Superviseur animation : Michaël Crouzat, Julien Bisaro
- Décors : Tévy Dubray, Clément Galtier, Nadya Mira, Guitty Mojabi, Pasquale Carlotti
- Montage : Julien Bisaro et Claire Paoletti
- Montage son / création des voix des animaux : Gurwal Coïc-Gallas
- Bruitage : Pierre Greco
- Ingénieur du son : Alexis Oscari
- Mixage : Luc Thomas
- Production : Claire Paoletti
  - Coproduction : Olivier Nomen
- Société de production : Picolo Pictures
  - En coproduction avec Bardaf! Productions, ZDF, RTBF, VRT-Ketnet
  - Avec la participation de : Canal+, Piwi+, RTS, CNC, CICLIC,PROCIREP/ANGOA, Nef Animation, Association Beaumarchais
- Société de distribution :Les Films du Préau (France) ; Dandelooo (international)
- Pays d'origine :  France et  Belgique
- Langue originale : français
- Technique : animation 2D numérique, animation
- Format : couleur - 1,90:1 - 2K - son 5.1
- Durée : 25 minutes et 47 secondes
- Date de sortie :
  - France : 19 janvier 2020
- Première diffusion télévisée :
  - France : 24 décembre 2019 (Piwi+)
  - Belgique : 24 décembre 2019 (RTBF)

## Distribution des voix
- Prune Bozo
- Thierry Desroses
- Oscar Pauleau
- Effie Rey

## Distinctions

### Récompenses
- Festival international du film d'animation d'Annecy 2020 : Cristal pour une production TV
- Festival Anima 2020 : Prix du Public dans la catégorie jeune public
- Stiftung Prix Jeunesse (de) 2020 : Meilleur film dans la catégorie « Up to 6 fiction » - Prix Jeunesse International
- Shanghai Television Festival-STVF 2020 : Magnolia Award for Best animation
- Festival international du film d'animation d'Ottawa 2020 : Award for Best animation for young audience preschool
- Festival Animatou 2020 : Prix Pistache et Prix honorifique des degrés 4-5-6P
- Zero Plus International Film Festival 2020 : Jury Mention
- Sapporo Short Fest 2020 : Best Children Short and Special Jury Award
- Bucheon International Animation Festival 2020 : Best film International Competition - TV & Commissioned
- Japan Prize 2020 : Best Work in the Pre-school Division
- Seoul International Cartoon & Animation Festival 2020 : Sicaf Choice Award
- Chicago International Children's Film Festival 2020 : Best of fest award and Best Animated TV
- OLHO Animation Film Festival 2020 : Best Children's Short
- Manchester Animation Festival 2020 : Audience Award
- Festival international du film d'animation de Krok 2020 : Organizing Committee Special Prize
- SIGGRAPH Asia 2020 : Best in Show
- International Kids Films Festival 2020 : Best Short (below 7 years)
- Festival international du court métrage de Clermont-Ferrand 2021 : Mention Spéciale du Jury Canal + Family et Prix Coup de cœur « La Poule qui Pond »
- Children's Film Festival Seattle : Best Animated Short Film (Catbus Kids Youth Jury Ages 8 to 10)
- BAMKids Films Festival (Brooklyn Academy of Music) 2021 : Best Animated Short Film
- Tokyo Anime Award Festival 2021 : Award of Excellence Short Film
- Sacramento French Film Festival 2021 : Audience Awards
- 48th Annie Awards : Best Production Design TV/Media
- Roving Eye Film Festival 2021 : Animation Grand Prize
- Mini Sommets du Cinéma d’Animation 2021 (Canada) : Prix du public
- Golden Kuker 2021 (Bulgaria) : Grand Prize for the Best Animated Film
- Festival du Film d’Animation de Savigny 2021 (Switzerland) : Grand Prix
- Kecskemet Animation Film Festival KAFF 2021 (Hungary) : Special Mention Award
- Rolan International Film Festival for Children and Youth (Armenia) : Best Short Animation Film
- San Jose International Short Film Festival (USA) : Best Animation
- Film Festival Düsseldorf (Germany) : Audience Award and Team Award
- Reggio Film Festival (Italy) : Family Audience Jury Award
- Boston International Kids Film Festival (USA) : Best Animated Short Film
- Tokyo Film Awards (Japan) - Best Animation / Silver Winner

### Nominations
- César 2021 : meilleur court-métrage d'animation[1]
- 48th Annie Awards : Best Special Production, Best Production Design TV/Media (Julien Bisaro), Best Storyboarding TV/Media (Julien Bisaro)